# Sainte-Marie-d'Alloix
Sainte-Marie-d'Alloix é uma comuna francesa na região administrativa de Auvérnia-Ródano-Alpes, no departamento de Isère.